# Apatoraptor
Apatoraptor – wymarły rodzaj dinozaura, teropoda z grupy owiraptorozaurów i rodziny cenagnatów.

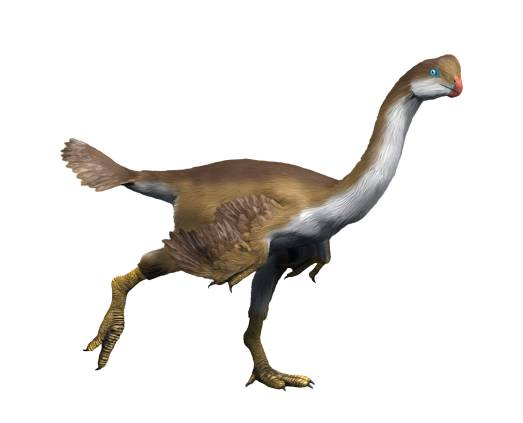
Rekonstrukcja

Skamieniałości nieznanego wcześniej dinozaura odkryto w Kanadzie, w Albercie. Czekały na odkrycie 3 km na zachód od Royal Tyrrell Museum of Palaeontology. Spoczywały wśród skał formacji Horseshoe Canyon, ogniwo Horsethief. Szkielet osiowy znaleziska obejmuje prawą kość podniebienną, bezzębną żuchwę o grzbiecie stawowym pośrednim między Caenagnathus collinsi a Chirostenotes pergracilis, kręgi szyjne w pełnej ich liczbie 11, dobrze spneumatyzowane, o pozrastanych żebrach szyjnych, tworzące długą szyję zwierzęcia, kręgi grzbietowe, żebra o palcowatych wyrostkach haczykowatych, różniących się od obserwowanych u innych owiraptorozaurów, mostek, gastralia. Znaleziono też kończynę górną prawą o dużej, typowej dla maniraptorów obręczy, wyróżniającej się tylko bocznym skierowaniem powierzchni stawowej łopatkowo-kruczej. Za życia kończyna górna musiała cechować się dobrym umięśnieniem, a także piórami (pennibrachium). Śródręcze pierwszego promienia było krótkie, co nadrabiał paliczek. Reszty szkieletu dopełniała część kości biodrowej i kończyny dolnej, w obrębie których autorzy nie wymieniają cech diagnostycznych. Jednakże autapomorfie wymienionych kości pozwoliły na kreowanie nowego rodzaju dinozaura. Holotyp określono jako TMP 1993.051.0001. Gregory F. Funston i Philip J. Currie wybrali dla nowego rodzaju nazwę Apatoraptor. Tworząc ją, sięgnęli do mitologii greckiej. Apato pochodzi bowiem od Apate, uosobienia oszustwa, jednego ze złych duchów uwolnionych na świat po otwarciu puszki Pandory. Druga część nazwy pochodzi z łaciny, w której raptor oznacza złodzieja. Autorzy uzasadniają tę nazwę zdradliwością znaleziska: osoby, które odnalazły szczątki, uznały je za Ornithomimidae. W rodzaju umieszczono pojedynczy gatunek A. pennatus. Jego epitet gatunkowy oznacza upierzony i odwołuje się do przypominających skrzydła górnych kończyn zwierzęcia. Zwierzę zaklasyfikowano do grup maniraptorów, owiraptorozaurów i rodziny cenagnatów. Badacze przeprowadzili analizę filogenetyczną, prezentując dwa kladogramy z użyciem metody największej parsymonii. W pierwszym rodzaj pozostaje w nierozwikłanej politomii z innymi Caenagnathidae (Chirostenotes, Leptorhynchos, Elmisaurus, Caenagnathasia), podczas gdy na drugim jego najbliższym krewnym jest Elmisaurus.